# MG ZS (2017)
Ne doit pas être confondu avec la MG ZS.
La ZS est un SUV produit à partir de 2017 par le constructeur automobile chinois SAIC Motor sous la marque britannique MG Motor. Commercialisé notamment sur le marché britannique, il est lancé en 2020 dans d'autres pays européens, dont la France. Il est fabriqué en Chine, dans l'usine SAIC de Zhengzhou.

## Présentation
La MG ZS est présentée en Chine au salon de Guangzhou 2016. 
La version à moteur thermique essence est lancée en France en juin 2022, deux ans après la version électrique ZS EV.

## Caractéristiques techniques

### Motorisations
|                            | 1.5                   | 1.0 Turbo                |
| -------------------------- | --------------------- | ------------------------ |
| Moteur                     | 4-cyl. 1.5 l VTI-Tech | 3-cyl. turbo 1.0 l T-GDI |
| Cylindrée (cm3)            | -                     | -                        |
| Puissance maximale ch (kW) | 106                   | 111                      |
| Couple maximal (N m)       | 141                   | 160                      |
| Boîte de vitesses          | Manuelle à 5 rapports | Manuelle à 6 rapports    |
| Vitesse maximale (km/h)    | 175                   | 180                      |
| 0-100 km/h (s)             | 10,9                  | 11,2                     |
| Consommation (L/100 km)    | 6,6                   | 6,6                      |
| Émissions de CO2 (g/km)    | 149                   | 149                      |

## Finitions
- Confort
- Luxury

## MG ZS EV
La MG ZS EV est la version électrique du ZS.
Elle est présentée en septembre 2019 à Genk, en Belgique, et commercialisée en Europe à partir de 2020. La marque MG fait ainsi son retour en France après 15 années d'absence.
Phase 2
La MG ZS EV restylée est présentée en octobre 2021. Elle remplace sa calandre classique par un panneau plein structuré. De plus, l'autonomie de cette MG ZS électrique est en hausse. Deux variantes sont désormais proposées, l'une s'appelant « Autonomie Standard » et l'autre, qui est inédite, « Autonomie Étendue ».

### Caractéristiques techniques

#### Motorisation
Phase 1
La MG ZS EV est équipée d'un électromoteur de 105 kW (143 ch) et 353 N m de couple lui permettant d'effectuer le 0 à 100 km/h en 8,2 s et une vitesse maximale de 140 km/h. Elle reçoit une batterie lithium-ion d'une capacité de 44,5 kWh lui procurant une autonomie de 263 km (cycle WLTP).
Phase 2

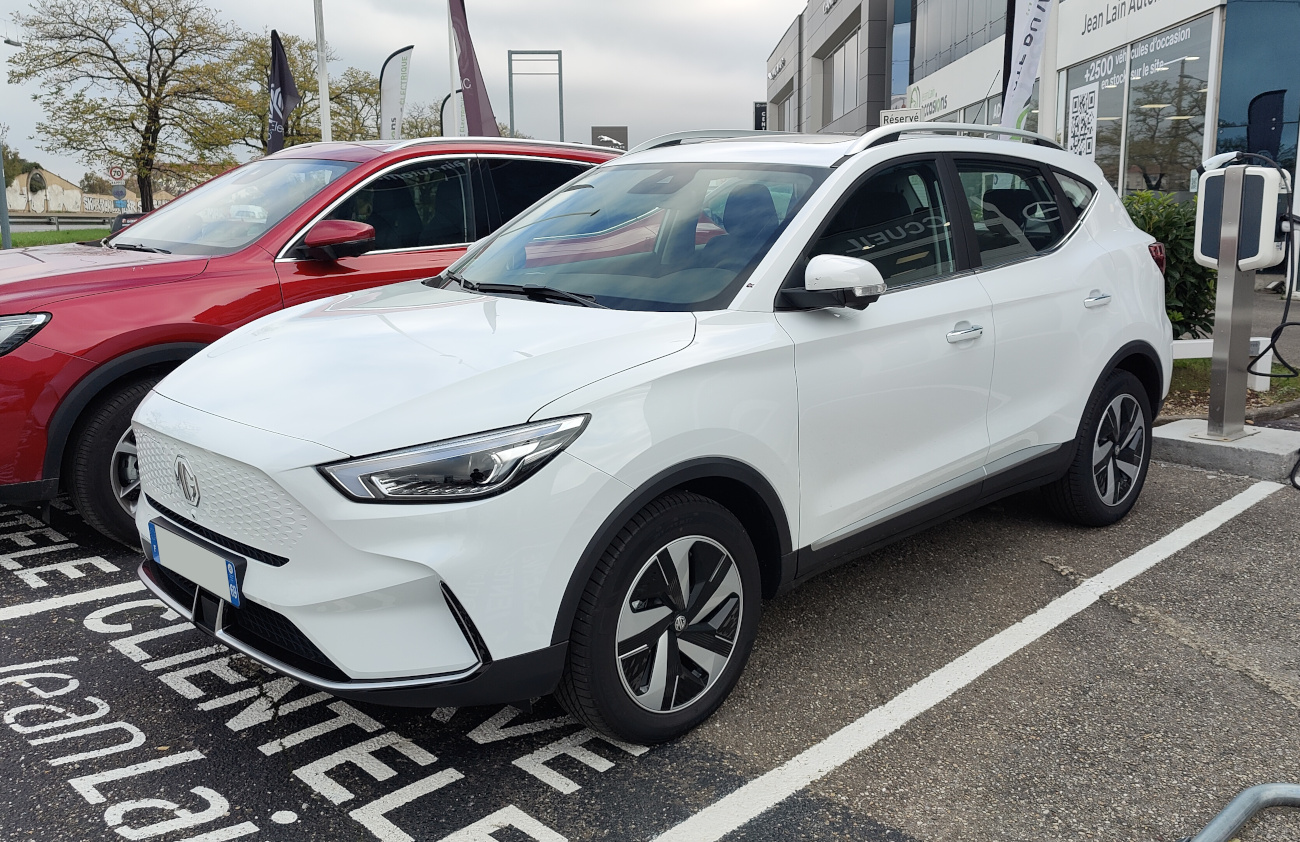
MG ZS EV phase 2.

MG revoit son offre de moteur / batterie et propose deux versions : la version Autonomie Standard reçoit un moteur de 177 ch associé à une batterie de 51 kWh pour une autonomie de 320 km, quand la version Autonomie Étendue propose un moteur de 156 ch avec une batterie de 69,9 kWh pour une autonomie de 440 km.

### Finitions
La MG ZS EV est disponible en 5 couleurs (Dover White, Pebble Black, Diamond Red, Regal Blue et Aqua Cyan) et deux finitions (Comfort et Luxury) lors de son lancement en France :
- Comfort[13] :
  - allumage automatique des feux
  - compatibilité Apple CarPlay et Androïd Auto.
  - jantes alliage 16 pouces;
  - navigation avec écran tactile 8 pouces ;
  - radar de recul
  - reconnaissance des panneaux de signalisation ;
  - régulateur adaptatif.

- Luxury (Comfort +)[11] :
  - alerte de franchissement de ligne
  - caméra de recul
  - jantes 17 pouces ;
  - sièges chauffants ;
  - surveillance des angles morts
  - toit panoramique